# Подъём с глубины
«Подъём с глубины» (англ. Deep Rising) — американский фильм ужасов 1998 года, снятый режиссёром Стивеном Соммерсом. 
Премьера фильма состоялась 30 января 1998. Сборы в США составили 11 203 026 долларов.
Слоган фильма: «Они захватили самый роскошный корабль в мире… но на борту никого нет!».

## Сюжет
«Аргонавтика», самый дорогой и самый роскошный круизный лайнер мира, построенный на деньги миллиардера Кэнтона, отправился в свой первый кругосветный круиз. Этот корабль стоимостью 487,6 миллионов долларов привлёк внимание разного рода мошенников — как, например, аферистку и воровку международного масштаба Триллиан Сент-Джеймс и команду наёмников Ганновера. Но, как выясняется в дальнейшем, самым крупным мошенником является сам Кэнтон, который, потратив на постройку «Аргонавтики» почти всё своё состояние, неожиданно обнаружил, что доходы от круиза судна не покрывают расходы на его обслуживание, и теперь хочет вернуть хотя бы часть своих денег. С этой целью он выводит из строя всю бортовую электронику и договаривается с Ганновером о том, что тот со своими людьми захватит и затопит «Аргонавтику», в результате чего Кэнтон впоследствии получит страховку. 
События фильма происходят в то время, когда лайнер находится в Южно-Китайском море. В этом месте, как в пресловутом Бермудском треугольнике, столетиями исчезали корабли. Здесь же была намечена точка контакта с «Аргонавтикой» Ганновера и его команды из пяти человек; их цель — драгоценные камни, находящиеся в сейфе на борту судна. 
Ими был нанят крупный военный быстроходный катер под командованием бывшего моряка Финнигана. Он и его помощники Фантуччи и Лейла были наняты головорезами Ганновера, хотя и не ведали об этом — всё стало понятно только после прямого нападения на лайнер.
Но «Аргонавтика» по непонятной причине стоит на месте, полностью обесточенная и с пробитым корпусом. На борту не оказалось ни одного пассажира, всё вокруг заляпано кровью и усеяно изуродованными трупами. Вскоре были обнаружены трое оставшихся в живых — капитан судна Аттертон, его владелец Кэнтон и Триллиан. После их сбивчивого и непонятного объяснения прибывшие на борт воочию убедились в причине гибели пассажиров — гигантский доисторический морской монстр — гибрид спрута и червя, подобного семейству Archeo Ottoia (Отойя), считающемуся вымершим. Как объясняет Кэнтон, эта тварь, нападая на человека, высасывает из его тела всю жидкость, оставляя один скелет. 
Спустя несколько часов, в течение которых люди пытались героически противостоять спруту (а точнее — его самостоятельным щупальцам с челюстями), в живых остаются только трое — Финнеган, Триллиан и Пантуччи. Финнеган и Триллиан спасаются на скутере от преследующего их спрута. 
В это время Кэнтон спускается на катер — но он поставлен на автопилот со взведёнными торпедами (теми самыми, с помощью которых боевая группа намеревалась затопить судно) для последующего удара по лайнеру. Кэнтон пытается включить управление, но ему не удаётся, и катер ударяет «Аргонавтику» и взрывает её, разнося в клочья вместе с засевшим на ней спрутом.
Финнеган и Триллиан в последний момент выскакивают на скутере с взрывающегося судна и затем высаживаются на близлежащем необитаемом острове. Они ликуют, уверенные, что всё уже позади. К ним выплывает и Пантуччи. Но в финале они слышат ужасные крики какого-то нового чудовища; по мере отдаления камеры видно, как кто-то, приближаясь к ним, раскидывает деревья в стороны, а на заднем плане виден действующий вулкан, который как раз начинает извергаться.

## В ролях
| Актёр              | Роль                 |
| ------------------ | -------------------- |
| Трит Уильямс       | Джон Финнеган        |
| Фамке Янссен       | Триллиан Сент-Джеймс |
| Кевин Дж. О’Коннор | Джой Пантуччи        |
| Энтони Хилд        | Саймон Кэнтон        |
| Уэс Стьюди         | Ганновер             |
| Джейсон Флеминг    | Маллиган             |
| Клифтон Пауэлл     | Мэйсон               |
| Деррик О'Коннор    | капитан Аттертон     |
| Джимон Хонсу       | Виво                 |
| Клифф Кертис       | Мамули               |
| Тревор Годдард     | Tи-Рэй Джонс         |
| Клинт Кёртис       | Билли                |
| Уна Дэймон         | Лейла                |

## Музыкальное сопровождение
Музыку к фильму написал композитор Джерри Голдсмит. Презентация музыкального альбома с саундтреками к фильму состоялась за три дня до премьеры — 27 января 1998 года.

## Производство
Фильм был снят в Ванкувере (Канада, округ Британская Колумбия).
На роль Триллиан Сент-Джеймс изначально была утверждена Клэр Форлани, но после трёх съёмочных дней из-за разногласий с режиссёром она была заменена на Фамке Янссен.

## Оценки и критика
«Подъём с глубины» получил в основном негативные оценки критиков. Его рейтинг на сайте Rotten Tomatoes составил 30 % на основании 33 рецензий.
Кинокритик Роджер Эберт оценил фильм в 1,5 звезды из 4, внеся его в свой список самых ненавистных фильмов. Тай Бёрр, писавший для Entertainment Weekly, назвал фильм «скучно написанной, забавной подделкой, которая своим изображением крутых мужчин и более крутых женщин, находящихся под давлением, благоприятно напоминает работы Говарда Хоукса», поставив ему оценку «B-». Рецензент Bloody Disgusting оценил фильм на 4,5 из 5 баллов и написал: «Отличный актерский состав, современные спецэффекты и потрясающая игра — это фильм, который нельзя пропустить».